# Cleo Brown
Cleo Brown fue una pianista de boogie woogie y variedades, nacida en Chicago, Estados Unidos, en 1909, y fallecido en 1994.
Muy influenciada por Clarence "Pinetop" Smith, al que descubrió cuando tocaba música clásica en teatros de variedades de Chicago. Trasladada a Nueva York, durante una grabación de música standard, en enero de 1935, comenzó a tocar un boogie, que fue grabado por los técnicos y editado poco después, con el nombre simple de Boogie Woogie, con un gran éxito de ventas. De este tema se hicieron cientos de versiones y, a lo largo de 1936, se convirtió en una verdadera locura nacional americana.
Brown no realizó muchas más grabaciones y, paulatinamente, dejó de interesarse por el género, hasta que, en 1940, se retiró totalmente del mundo de la música.